# Khu dự trữ sinh quyển El Pinacate y Gran Desierto de Altar

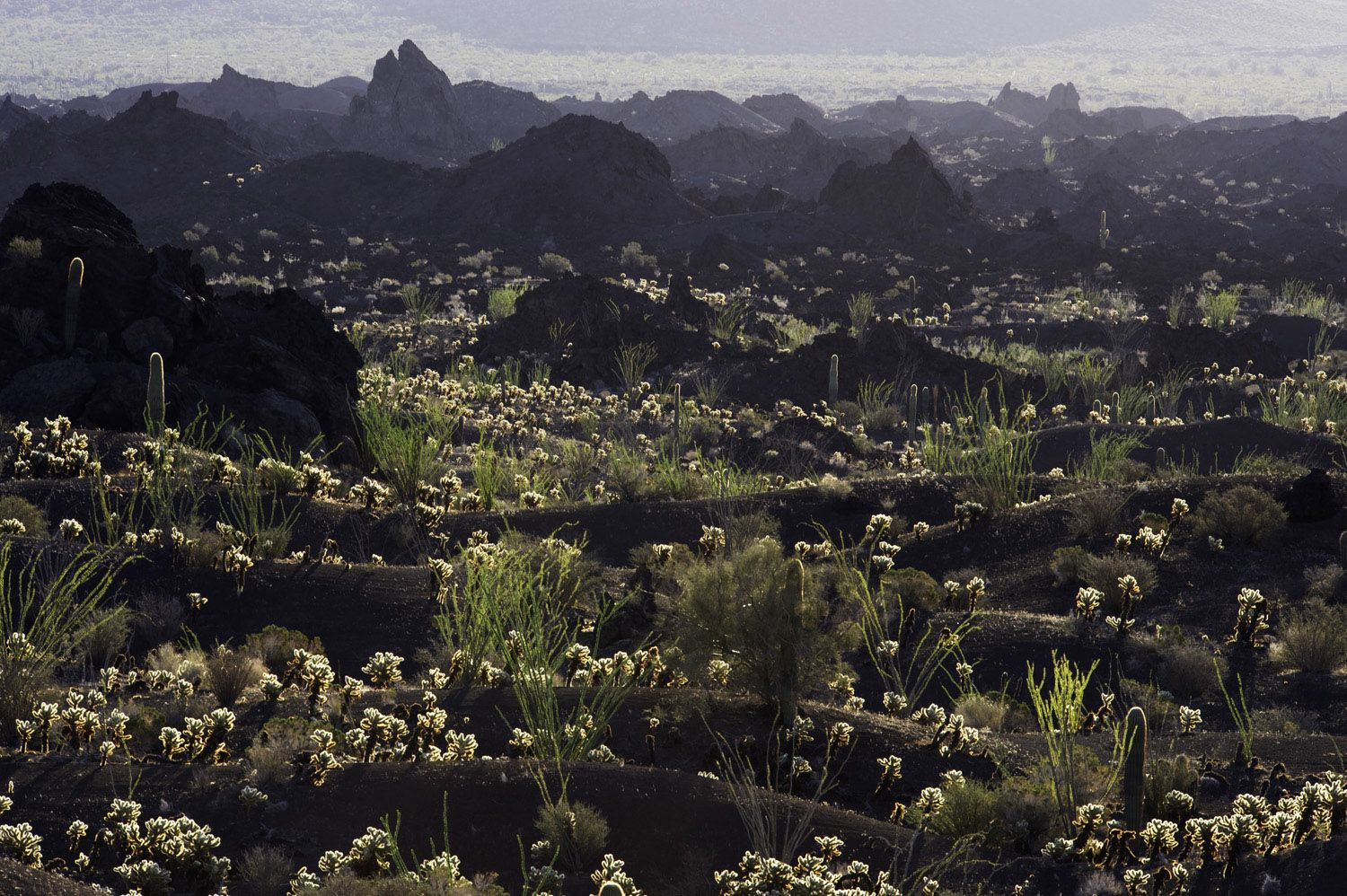
Núi lửa Pinacate với các loài Cylindropuntia bigelovii, Fouquieria splendens, Xương rồng Saguaro non, và một cây Parkinsonia.Ảnh của: Jack Dykinga.

Khu dự trữ sinh quyển El Pinacate y Gran Desierto de Altar (tiếng Tây Ban Nha: Reserva de la Biosfera El Pinacate y Gran Desierto de Altar), là một khu dự trữ sinh quyển và cũng là di sản thế giới của UNESCO. Khu vực được quản lý bởi chính phủ liên bang Mexico, trực tiếp là Ban thư ký về Môi trường và Tài nguyên, phối hợp với Tohono O'odham và chính quyền bang Sonora. Đây là vùng đất tự nhiên nằm trong sa mạc Sonoran ở Tây Bắc México, phía đông của Vịnh California, miền đông Gran Desierto de Altar, ngay gần biên giới với bang Arizona, Hoa Kỳ và phía bắc của thành phố Puerto Peñasco. Khu vực là một trong những vùng địa hình có thể quan sát thấy từ không gian quan trọng nhất ở Bắc Mỹ. Một hệ thống núi lửa, được gọi là Santa Clara là phần chính của cảnh quan, trong đó có ba đỉnh núi gồm Pinacate, Carnegie và Medio. Trong khu vực này là nhà của hơn 540 loài thực vật, 40 loài động vật có vú, 200 loài chim, 40 loài bò sát, động vật lưỡng cư và cũng như các loài cá nước ngọt. Trong số đó có các loài đang bị đe dọa và loài đặc hữu như: linh dương sừng nhánh Sonoran, cừu sừng lớn, thằn lằn Gila và rùa sa mạc.
Phần mở rộng của khu dự trữ sinh quyển có diện tích 7.146 km ², lớn hơn so với các bang Aguascalientes, Colima, Morelos và Tlaxcala.